# Palenque, Chiapas
Palenque là một đô thị thuộc bang Chiapas, México. Năm 2005, dân số của đô thị này là 97991 người.